# Diamond Head (Band)
Diamond Head ist eine britische Heavy-Metal-Band, die 1976 in Stourbridge, England gegründet wurde. Sie wird als eine der führenden Bands der New Wave of British Heavy Metal betrachtet und wurde später von Bands wie Metallica und Megadeth als bedeutender Einfluss auf ihre eigene Musik genannt.

## Geschichte
Die Band veröffentlichte 1977 und 1979 erste Demoaufnahmen, die ihr durch das Radio genug Erfolg einbrachten, um mit AC/DC und Iron Maiden zu touren. Ihr erstes Album, The White Album, erschien 1980 bei Happy Face Records. In Deutschland erschien das Album unter dem Titel Lightning to the Nations mit anderem Cover auf Woolfe Records. Sein Erfolg führte 1981 zu einem Plattenvertrag bei MCA Records. Es folgten 1982 Borrowed Time und 1983 Canterbury, bevor sich die Band 1985 zum ersten Mal auflöste.
1991 vereinigten Tatler und Harris die Band, um 1993 Death and Progress mit Gastmusikern wie Tony Iommi von Black Sabbath und Dave Mustaine von Megadeth zu veröffentlichen. 1994 trennte sich die Band erneut, kehrte aber 2002 erneut zurück, um ein neues Album aufzunehmen. Obwohl das Album fertig aufgenommen war, wurde es durch das Zögern von Sean Harris nie dem Handel übergeben. Kurz darauf verließ er die Band und wurde 2003 beim Wacken Open Air durch Jess Cox (ex-Tygers of Pan Tang) ersetzt, bevor 2004 Nick Tart (früher: The Outcasts, Alabama Bombshell, Notorious, Life) fest als Sänger einstieg.
2005 produzierte die Band 1000 Exemplare vom neuen Album All Will Be Revealed auf eigene Kosten und verkaufte es auf Konzerten und über ihre Website. Im Februar folgte eine große Europatournee mit Megadeth. Am 30. Juli 2007 folgte ein weiteres Album mit Sänger Nick Tart.

## Einfluss auf Metallica
Diamond Head ist unter Heavy-Metal-Fans auch durch die Band Metallica bekannt, die zugibt, dass Diamond Head einen frühen Einfluss auf ihre Karriere hatte, und live oft Lieder von Diamond Head covert. 1984 erschien als erstes Am I Evil? auf der B-Seite der EP Creeping Death, 1987 war eine Version von Helpless auf ihrer EP Garage Days Re-Revisited. The Prince erschien dann auf der Harvester of Sorrow Single (1988). Auf Garage Inc. (1998) befinden sich alle alten Cover, sowie als Neueinspielung It’s Electric.
Am I Evil? war außerdem auf der MC-Single Am I Evil?/Blitzkrieg einer ihrer ersten richtig aufgenommenen Songs, der auch kurz auf ihrem Debüt Kill ’Em All erschien.

## Diskografie

### Alben
| Jahr | Titel            | Höchstplatzierung, Gesamtwochen, AuszeichnungChartplatzierungen (Jahr, Titel, Platzierungen, Wochen, Auszeichnungen, Anmerkungen) | Höchstplatzierung, Gesamtwochen, AuszeichnungChartplatzierungen (Jahr, Titel, Platzierungen, Wochen, Auszeichnungen, Anmerkungen) | Anmerkungen |
| Jahr | Titel            | CH | UK | Anmerkungen |
| ---- | ---------------- | --- | --- | ----------- |
| 1982 | Borrowed Time    | — | UK24 (5 Wo.)UK |             |
| 1983 | Canterbury       | — | UK32 (4 Wo.)UK |             |
| 2019 | The Coffin Train | CH88 (1 Wo.)CH | — |             |

grau schraffiert: keine Chartdaten aus diesem Jahr verfügbar
Weitere Alben
- The White Album (alternativ: Lightning to the Nations) (1980)
- Four Cuts EP (EP, 1982)
- Death and Progress (1993)
- Evil Live (1994)
- All Will Be Revealed (2005)
- It’s Electric (2006; Live-Aufnahme vom 4. November 2005)
- What’s in Your Head? (2007)
- Diamond Head (2016)

### Kompilationen oder Alternativversionen
- Behold the Beginning (1986)
- Am I Evil? (1987)
- Singles (1992)
- The Friday Rock Show Sessions / Live at Reading (1992)
- To Heaven from Hell (1997)
- Lightning to the Nations (1997)
- The Best Of (1999)
- Live – In the Heat of the Night (2000)
- Diamond Nights (2000)
- Am I Evil? – The Anthology (2004)

### Singles
| Jahr | Titel Album                            | Höchstplatzierung, Gesamtwochen, AuszeichnungChartsChartplatzierungen (Jahr, Titel, Album, Platzierungen, Wochen, Auszeichnungen, Anmerkungen) | Anmerkungen |
| Jahr | Titel Album                            | UK | Anmerkungen |
| ---- | -------------------------------------- | --- | ----------- |
| 1982 | In the Heat of the Night Borrowed Time | UK67 (2 Wo.)UK |             |
| 1983 | Making Music Canterbury                | UK87 (2 Wo.)UK |             |
| 1983 | Out of Phase Canterbury                | UK80 (2 Wo.)UK |             |